# 19 Pułk Piechoty (Imperium Rosyjskie)
19 Kostromski pułk piechoty (ros. 19-й пехотный Костромской полк) – oddział piechoty okresu Imperium Rosyjskiego.

## Charakterystyka
Sformowany w 1700. Stacjonował w Żytomierzu. Nosił nazwy: Kostromski pp (1811–1833), Kostromski pjegr (1833–1856).

 W przededniu I wojny światowej pułk etatowo posiadał cztery bataliony po cztery kompanie oraz kompanię tyłową. Kompania piechoty czasu wojny liczyła około 240 żołnierzy i 4–5 oficerów. Na szczeblu pułku występował także pododdział karabinów maszynowych (8 km), łączności (w tym 14 konnych gońców i 21 telefonistów) i zwiadowczy (64 zwiadowców, w tym 4 kolarzy). W sumie pułk liczył około 4000 żołnierzy.

W  lipcu 1914, na bazie zalążków wydzielonych z pułku, w ramach 2 fali mobilizacyjnej, sformowany został rezerwowy 231 pułk piechoty.

19 pułk piechoty rozformowany został w 1918.

## Podporządkowanie
Lipiec 1914:
- 9 Korpus Armijny – Kijów[9]
  - 5 Dywizja Piechoty – Żytomierz
    - 2 Brygada Piechoty – Żytomierz
      - 19 Kostromski pułk piechoty – Żytomierz